# トゲスッポン
トゲスッポン（Apalone spinifera）は、爬虫綱カメ目スッポン科アメリカスッポン属に分類されるカメ。アメリカスッポン属の模式種。

## 分布
A. s. spinifera　ヒガシトゲスッポン
アメリカ合衆国北東部
A. s. aspera　ガルフコーストトゲスッポン
アメリカ合衆国（ノースカロライナ州からミシシッピ州にかけて）
A. s. ater　クロトゲスッポン
メキシコ（クワトロ・シェネガス渓谷）固有亜種
A. s. emoryi　テキサストゲスッポン
アメリカ合衆国（テキサス州、ニューメキシコ州のリオグランデ川水系）、メキシコ（タマウリーパス州）
A. s. guadalupensis　グアダルーペトゲスッポン
アメリカ合衆国（テキサス州中南部のグアダルーペ、サンアントニオ水系）
A. s. hartwegi　ニシトゲスッポン
アメリカ合衆国（アーカンソー州、オクラホマ州、カンサス州、ミネソタ州、ネブラスカ州）
A. s. pallida　ウスイロトゲスッポン
アメリカ合衆国（オクラホマ州、テキサス州北東部、ルイジアナ州）

## 形態
最大甲長54センチメートル。オスよりもメスの方が大型になり、オスは甲長13-24センチメートル。背甲表面に円錐形の細かい突起があり、前縁部では棘状になる。項骨板は細長い。腹甲の硬結部の数は7。
頭頂骨と頬骨が頭骨の表面で接しない。鼻孔は空豆形で、前方に開口する。鼻の隔壁に突起がある。四肢に斑紋が入る。
A. s. spinifera　ヒガシトゲスッポン
背甲全体に突起がある。四肢の斑点や筋模様が明瞭。
オスは背甲の色彩が暗黄色や黄褐色で、眼状斑が入る。メスは背甲の色彩が褐色で、不明瞭な円形の斑紋が入る。
A. s. aspera　ガルフコーストトゲスッポン
背甲の外縁に2本の黒い筋模様や破線が入る。
A. s. ater　クロトゲスッポン
最大甲長25センチメートル。背甲前縁部の突起が発達しない。全身の色彩は暗灰色や暗褐色。四肢に斑紋が入らない。
A. s. emoryi　テキサストゲスッポン
背甲の後方1/3に白い斑点が入る。背甲外縁の明色部は幅広い（後部で顕著）。
A. s. guadalupensis　グアダルーペトゲスッポン
背甲の後方1/2に白い斑点が入り、斑点は黒く縁取られる。
A. s. pallida　ウスイロトゲスッポン
背甲の後方1/2に白い斑点が入るが、斑点に縁取りがない。

## 分類
亜種クロトゲスッポンを独立種とする説もある。
- Apalone spinifera spinifera　(Lesueur, 1827)　ヒガシトゲスッポン　Eastern spiny softshell turtle
- Apalone spinifera aspera　(Agassiz, 1857)　ガルフコーストトゲスッポン　Gulf Coast spiny softshell turtle
- Apalone spinifera ater　(Webb & Legler, 1960)　クロトゲスッポン、メキシコスッポン　Black spiny soft-shell turtle、Cuatro Cienegas softshell turtle
- Apalone spinifera emoryi　(Agassiz, 1857)　テキサストゲスッポン　Texas spiny softshell turtle
- Apalone spinifera guadalupensis　(Webb, 1962)　グアダルーペトゲスッポン　Guadalupe spiny softshell turtle
- Apalone spinifera hartwegi　(Conant & Goin, 1941)　ニシトゲスッポン　Western spiny softshell turtle
- Apalone spinifera pallida　(Webb, 1962)　ウスイロトゲスッポン　Pallid spiny softshell turtle

## 生態
主に河川に生息するが、湖沼に生息することもある。
食性は動物食で、魚類、両生類、昆虫、甲殻類、貝類、動物の死骸などを食べる。

## 人間との関係
亜種クロトゲスッポンは開発による生息地の破壊、排水路による水位の低下、人為的に移入された他亜種との遺伝子汚染などにより生息数が激減している。
A. s. ater　クロトゲスッポン
ワシントン条約附属書I
温帯に分布し遺棄・脱走した場合に定着のおそれがあること、大型になり在来種との競合が懸念されること、本種がアメリカ合衆国西海岸に定着した例があることなどから、属単位で要注意外来生物に指定されている。
ペット用として飼育されることもあり、日本にも輸入されている。スベスッポンの名前で本種が流通することもある。